# Moheda landsfiskalsdistrikt
Moheda landsfiskalsdistrikt var 1918-1951 ett landsfiskalsdistrikt i Kronobergs län, bildat när Sveriges indelning i landsfiskalsdistrikt trädde i kraft den 1 januari 1918, enligt beslut den 7 september 1917. När Sveriges nya indelning i landsfiskalsdistrikt trädde i kraft den 1 januari 1952 (enligt kungörelsen 1 juni 1951) upplöstes distriktet och dess område överfördes till Alvesta landsfiskalsdistrikt.
Landsfiskalsdistriktet låg under länsstyrelsen i Kronobergs län.

## Ingående områden

### Från 1918
Allbo härad:
- Hjortsberga landskommun
- Härlövs landskommun
- Kvenneberga landskommun
- Lekaryds landskommun
- Mistelås landskommun
- Moheda landskommun
- Slätthögs landskommun
- Örs landskommun